# Marathrum tenue
Marathrum tenue là một loài thực vật có hoa trong họ Podostemaceae. Loài này được Liebm. mô tả khoa học đầu tiên năm 1849.